# Hiszor
Hiszor, Hisor (tadzsik nyelven: Ҳисор, perzsa nyelven: حصار) város Nyugat-Tádzsikisztánban.

## Fekvése
Dusanbétől körülbelül 15 km-re nyugatra, Turszunzoda-tól keletre fekvő település. Hiszor kerület fővárosa.

## Leírása

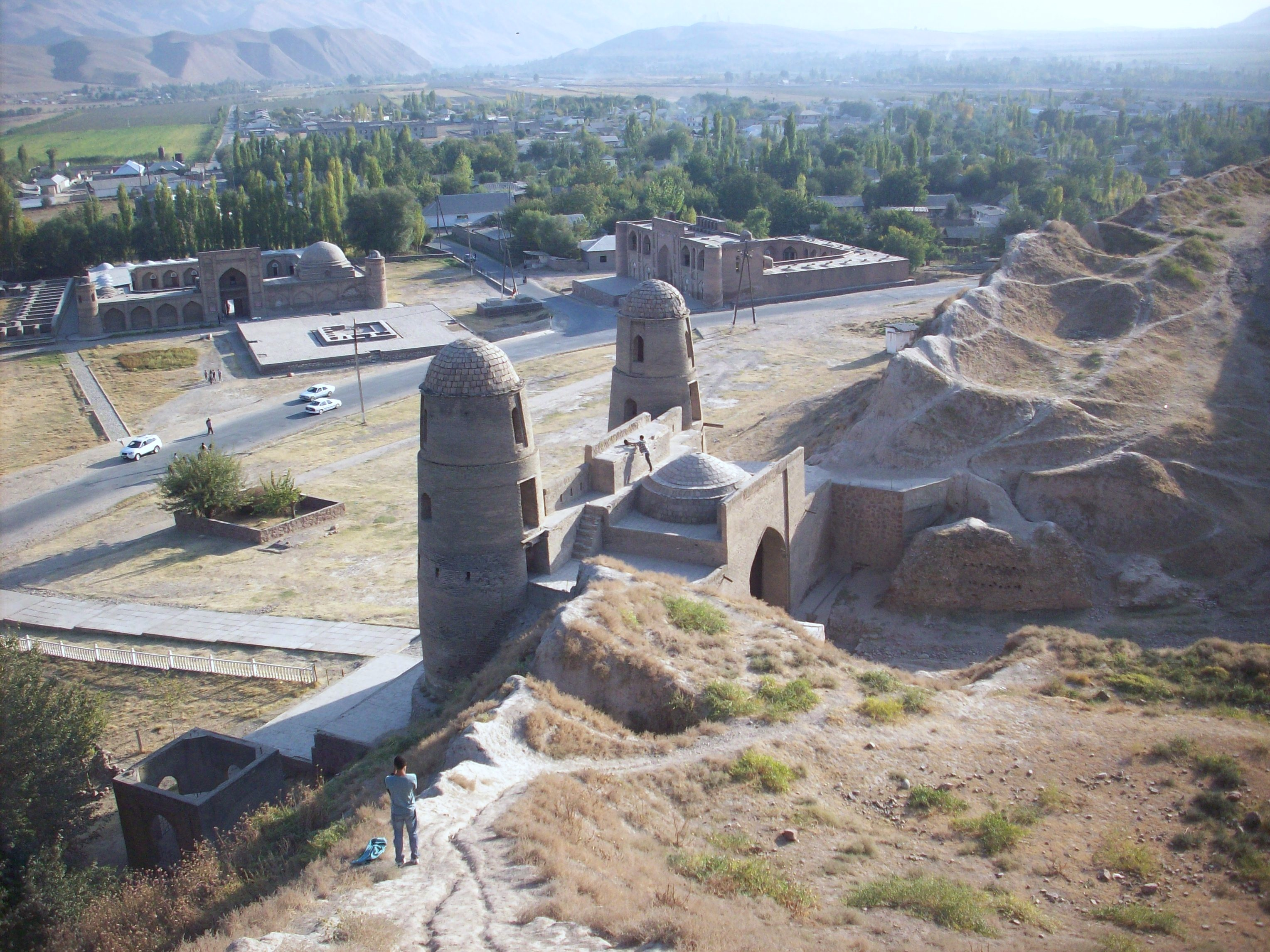
Hiszor erődje

A várost 799–824 méter magas hegyek veszik körül (északon a Gissar hegység, délen a Babatag és az Aktau). A városon a Khanaka folyó folyik keresztül, amely a Kofarnihon folyó mellékfolyója. 2002-ben 22 961 lakosa volt, ebből tádzsikiak 81,6%, 12,3% üzbég, 3,6% orosz.

## Története
Hiszor (Hissar/Gissar)Dusanbe megalapítása előtt körülbelül 2000 évig a terület fő települése volt. Fontos megállóhelynek számított a Termestől Kashgarig tartó kereskedelmi útvonalon a Rasht-völgyön és Sary Mogolon keresztül vivő úton.
A középkorban, mielőtt a Bukharai Emirátushoz került volna egy ideig független khánátus volt, majd Kelet-Bukhara kormányzójának téli rezidenciájává vált. 
Az itt található nagy erődről azt tartják, hogy keletkezése Nagy Cyrus idejére nyúlik vissza, és huszonhárom alkalommal is elfoglalták.
Hiszor 1993. június 26-án lett város. A tádzsik polgárháború idején a kormánypárti erők egyik itteni bázisa volt.

## Hiszor erődje
Az erőd egykor a Bukharan Emír Bek (kormányzó) lakóhelye volt. Az erődnek 1 m vastag falai vannak. Az egykori erődből az évszázadok rongálásainak köszönhetően csak az égetett tégla kapuk, két hengeres toronnyal és alattuk lévő boltívek maradtak fenn ősi állapotukban, a helyreállítások során nyerte vissza mai alakját. 
Az erőd szomszédságában egy piactér volt, karavánszerájjal és sok üzlettel. Az erőd bejáratával szemben egy 17. századi medresse található, ahol a Koránt tanulmányozták. Közelében található a 18-19. században épült új medresse és a mauzóleum. 

## Éghajlat

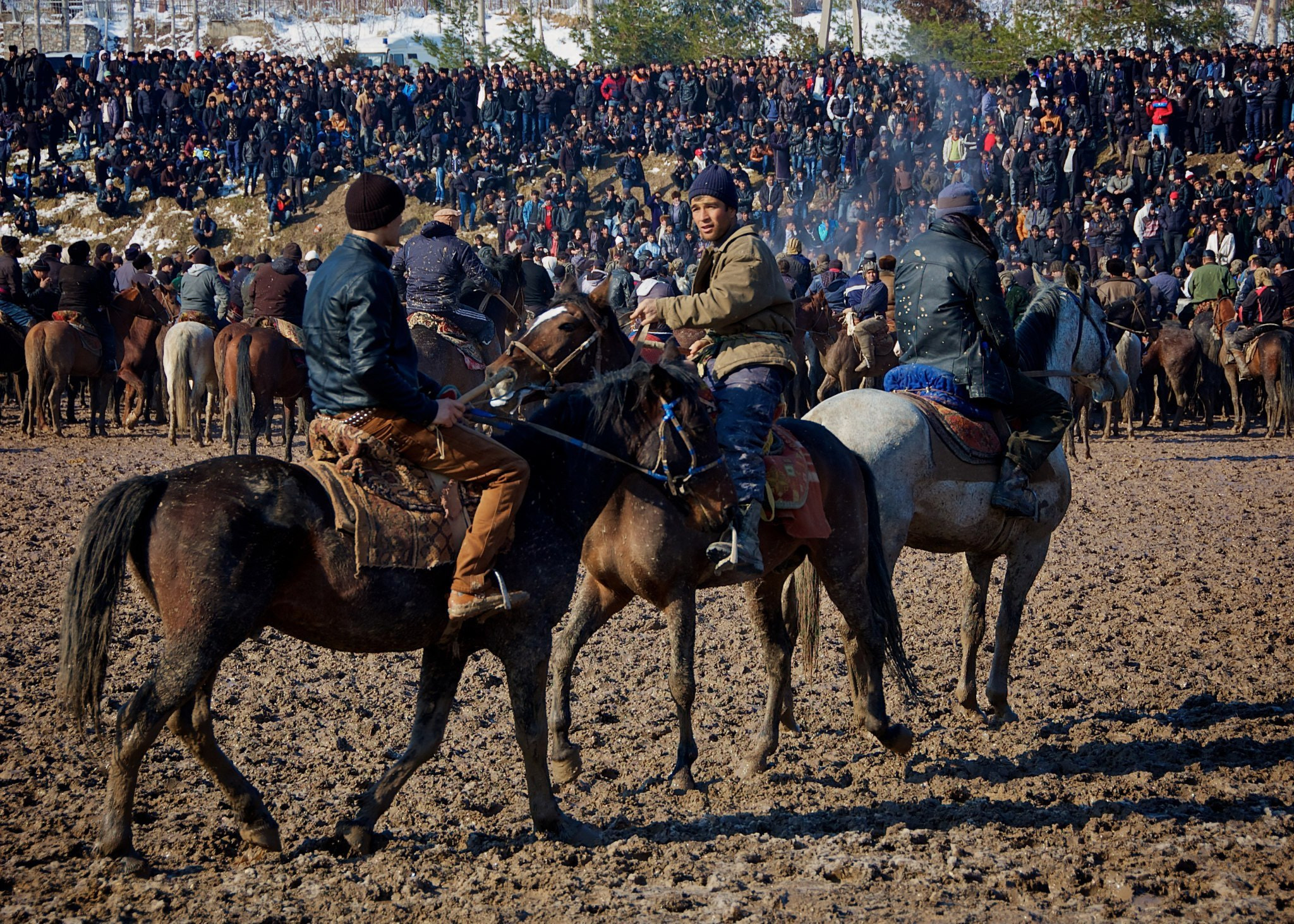
Buzkashi játékok, Hisor

Hiszor éghajlata meleg nyári mediterrán éghajlat (Köppen Csa éghajlati besorolás). Az évi átlaghőmérséklet 14,1 °C. A legmelegebb hónap július, átlagos hőmérséklete 23,9 °C, a leghidegebb hónap pedig január, átlagos hőmérséklete 1,7 °C.
Az évi átlagos csapadékmennyiség 568 mm, a csapadékos napok száma egy évben átlagosan 90,5. A legnedvesebb hónap március, átlagosan 107,2 mm csapadékkal, és a legszárazabb hónap augusztus, átlagosan 0,8 mm csapadékkal.

## Nevezetességek
- Erőd
- Medreszék
- Szufi mauzóleum - a 16. századból való.
- Fürdőház
- Karavánszeráj maradványai
- Buzkashi játékok (március 21.)

## Galéria

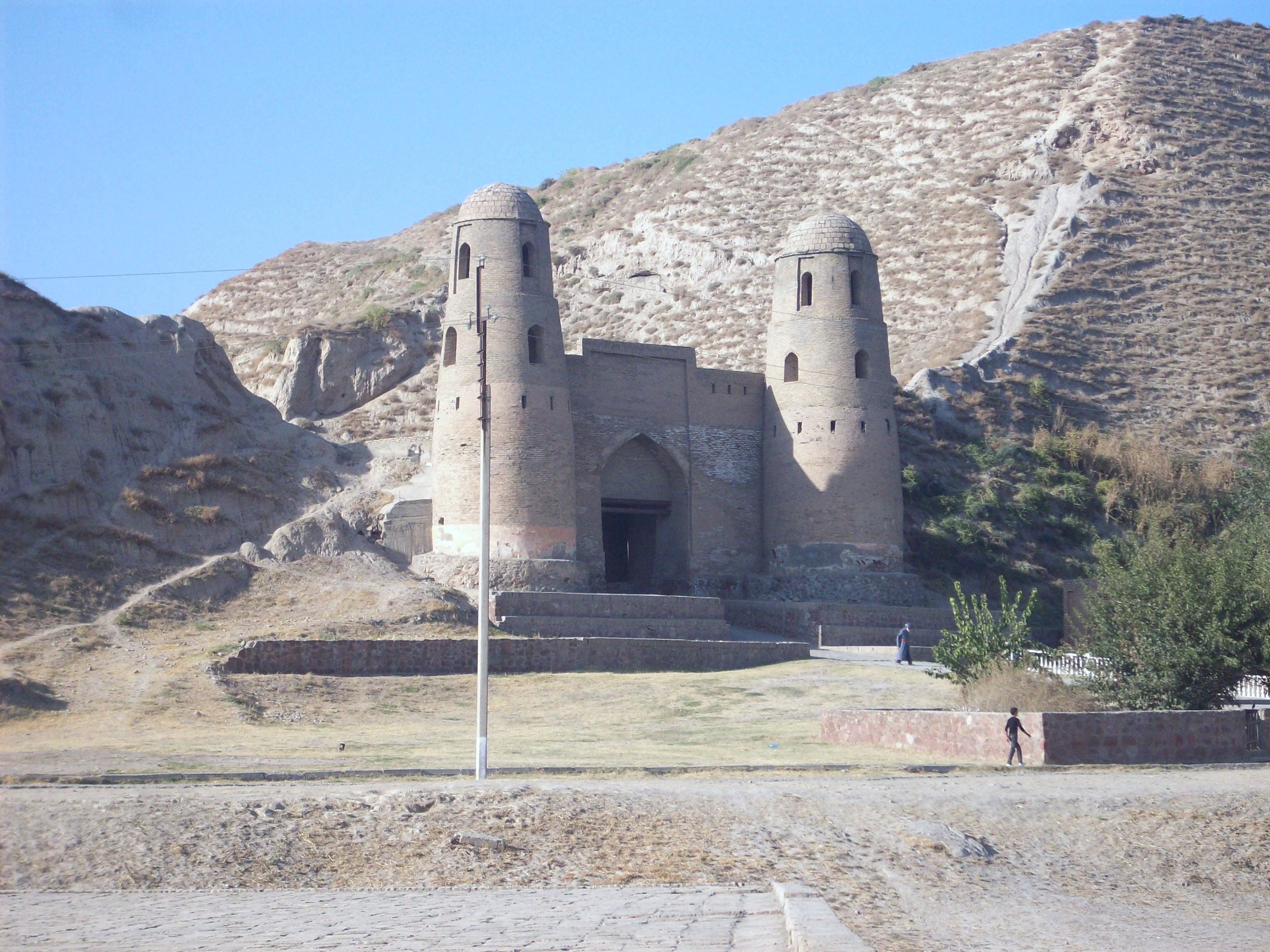
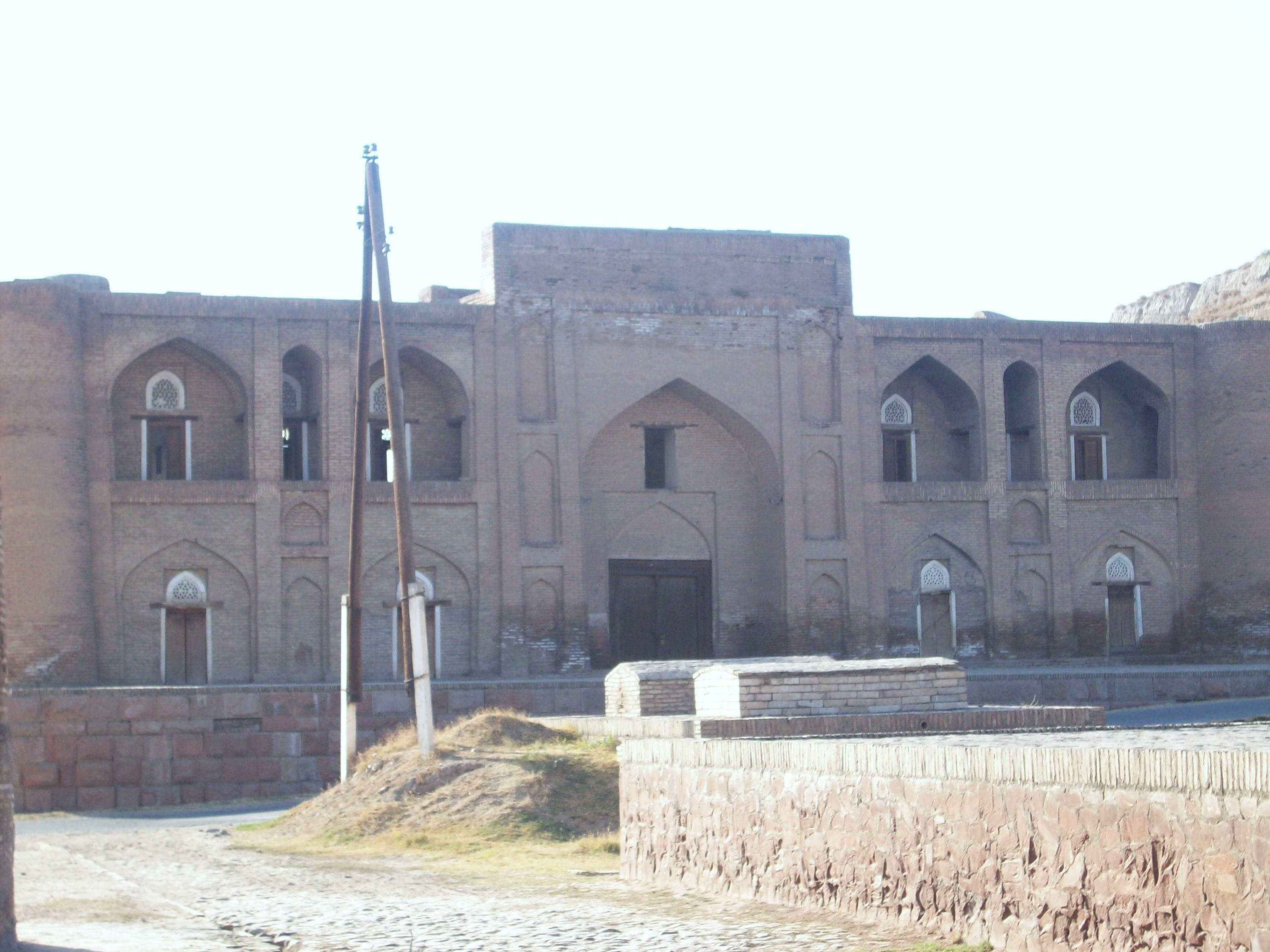
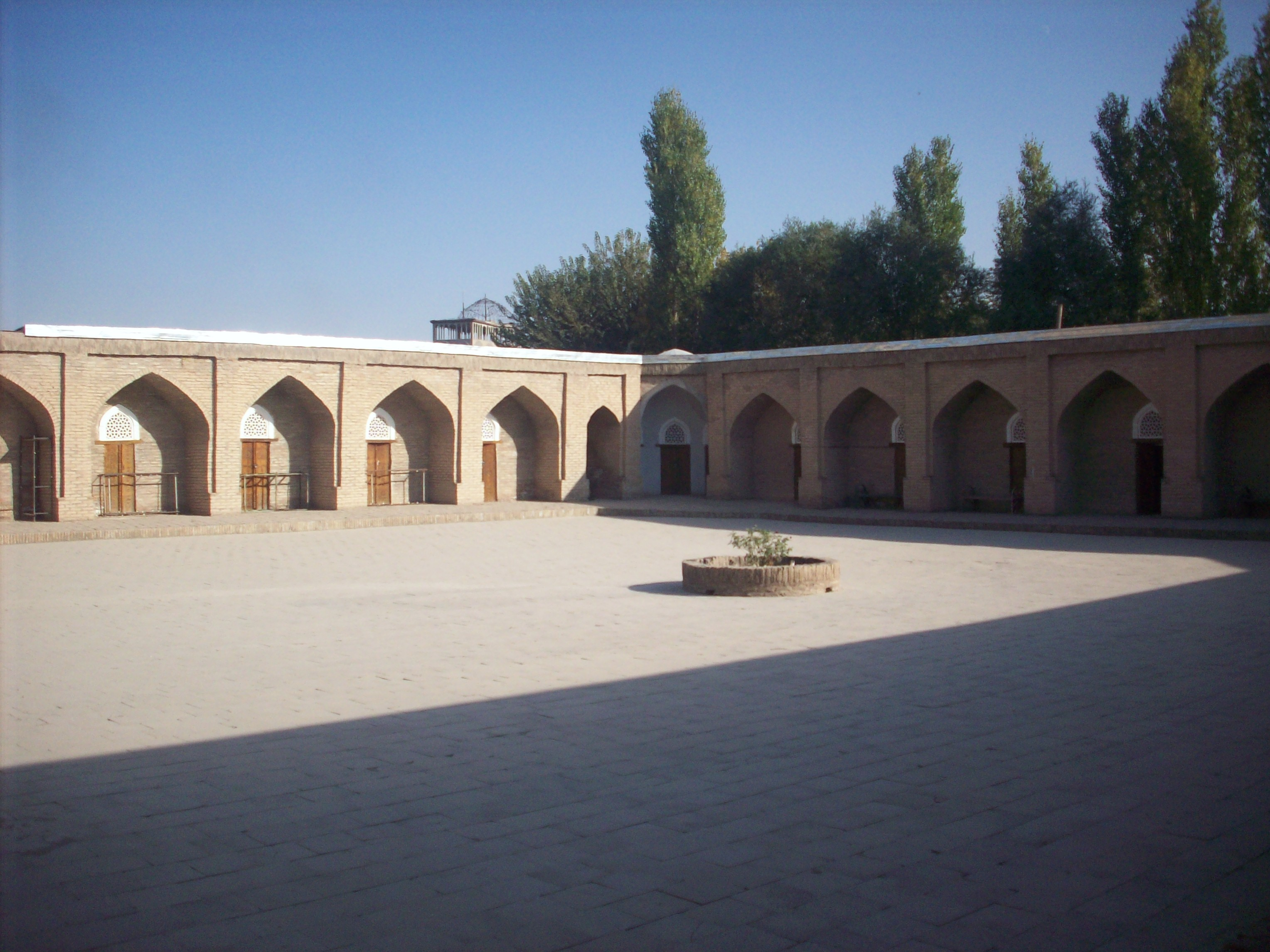
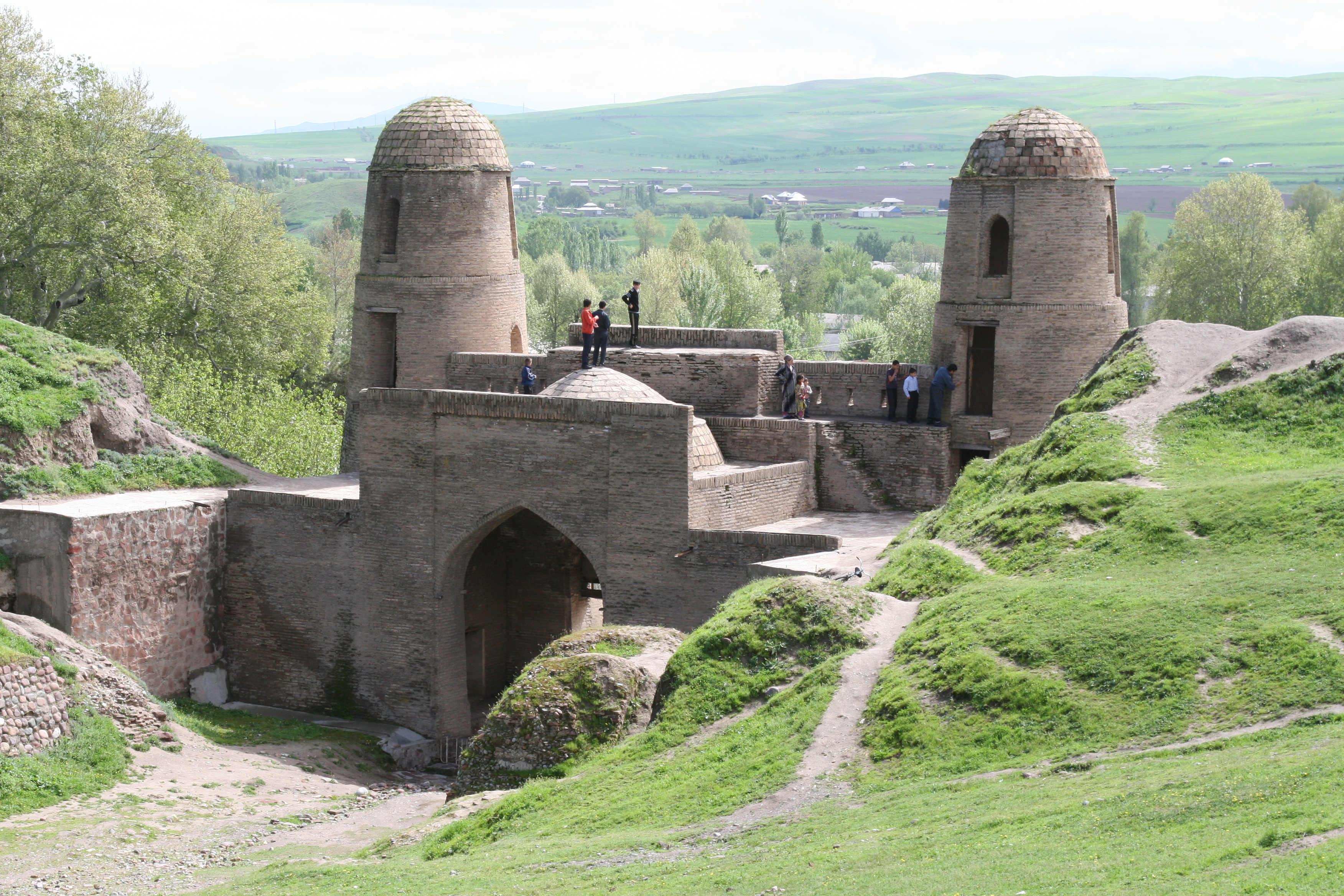
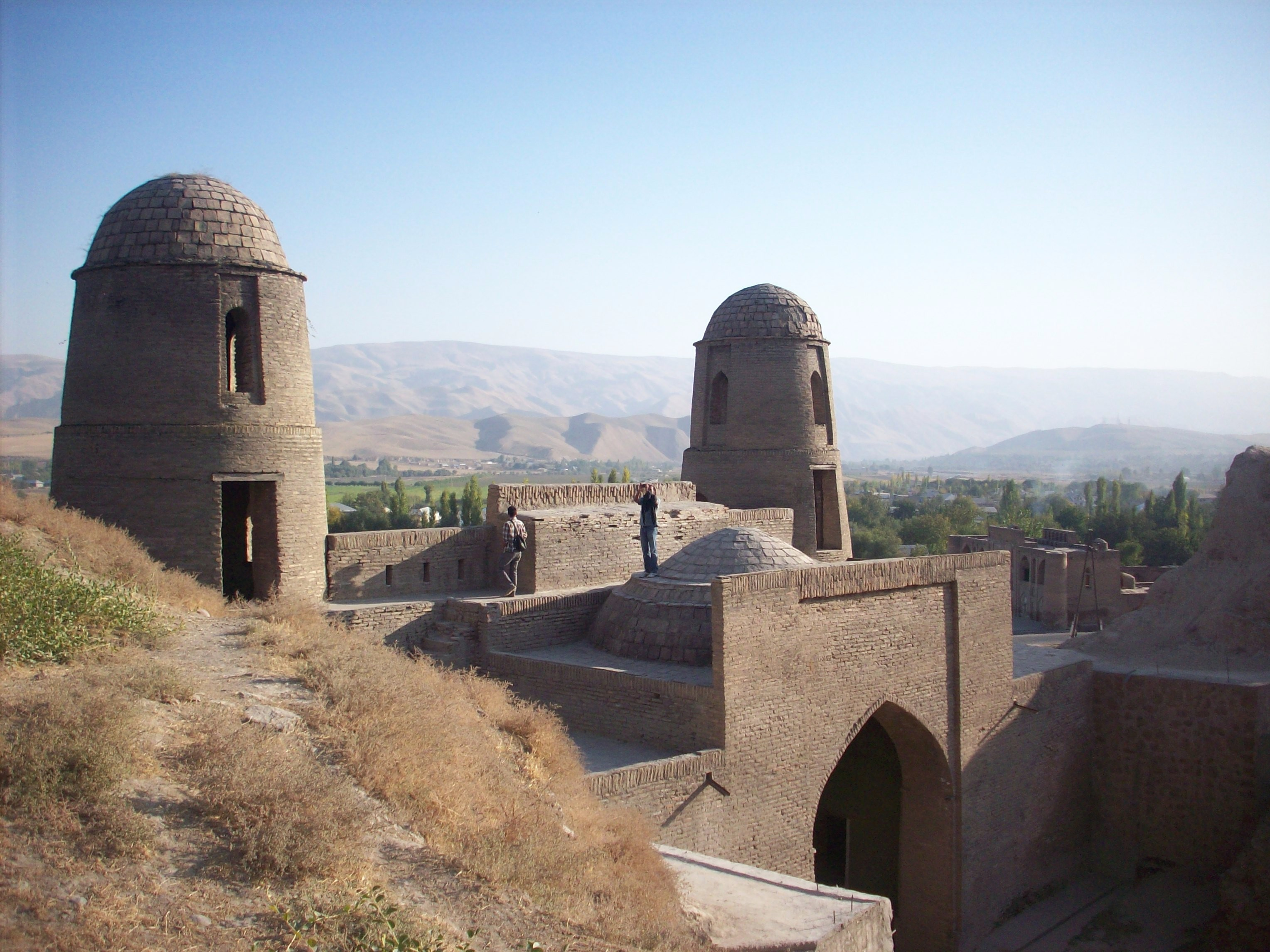
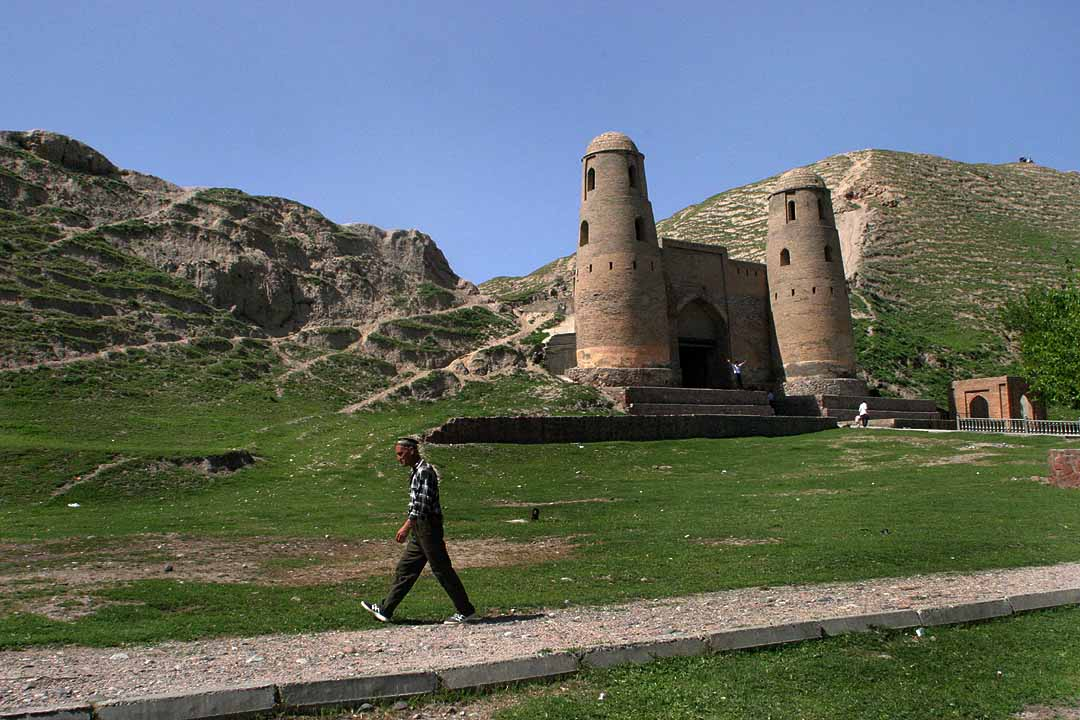
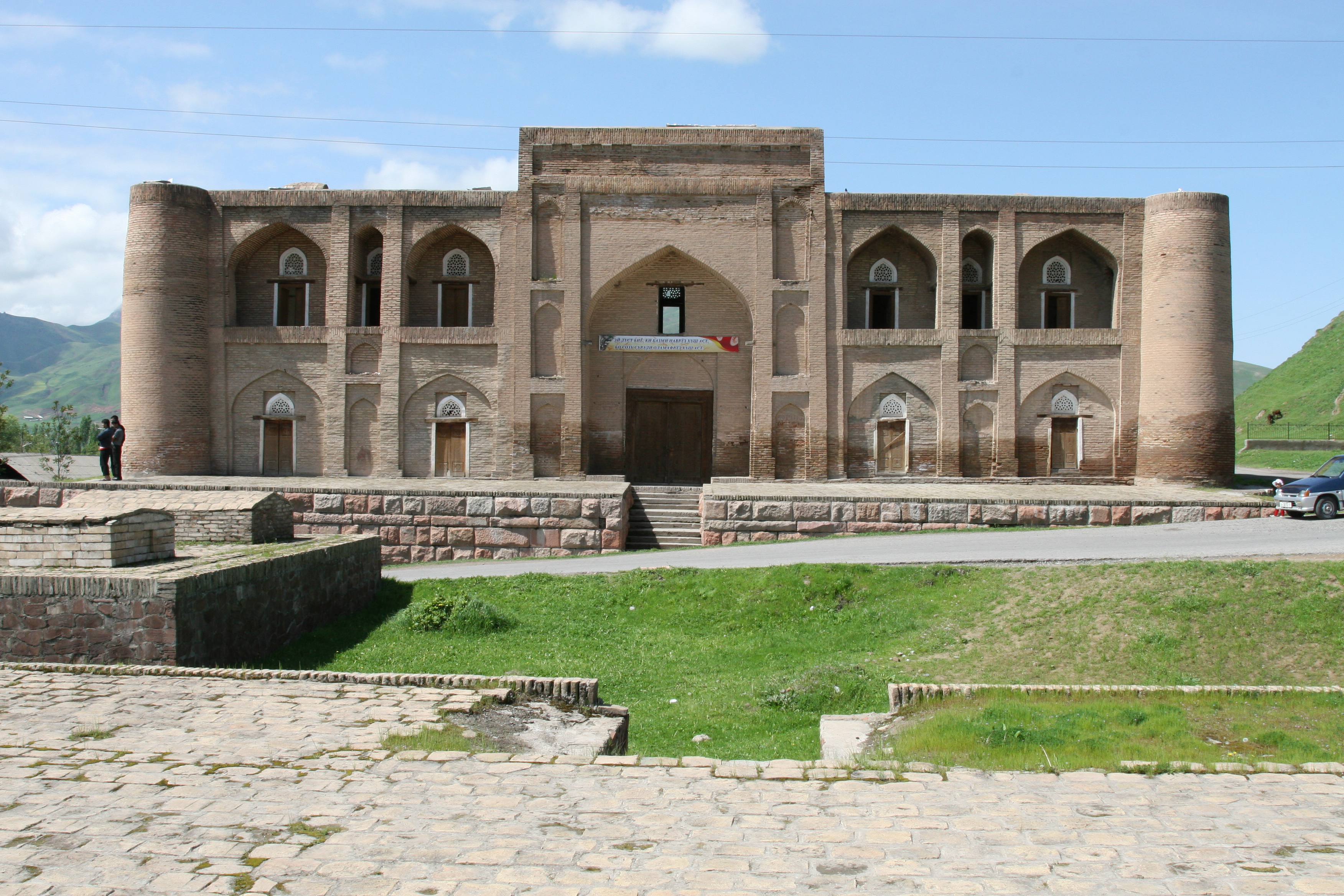
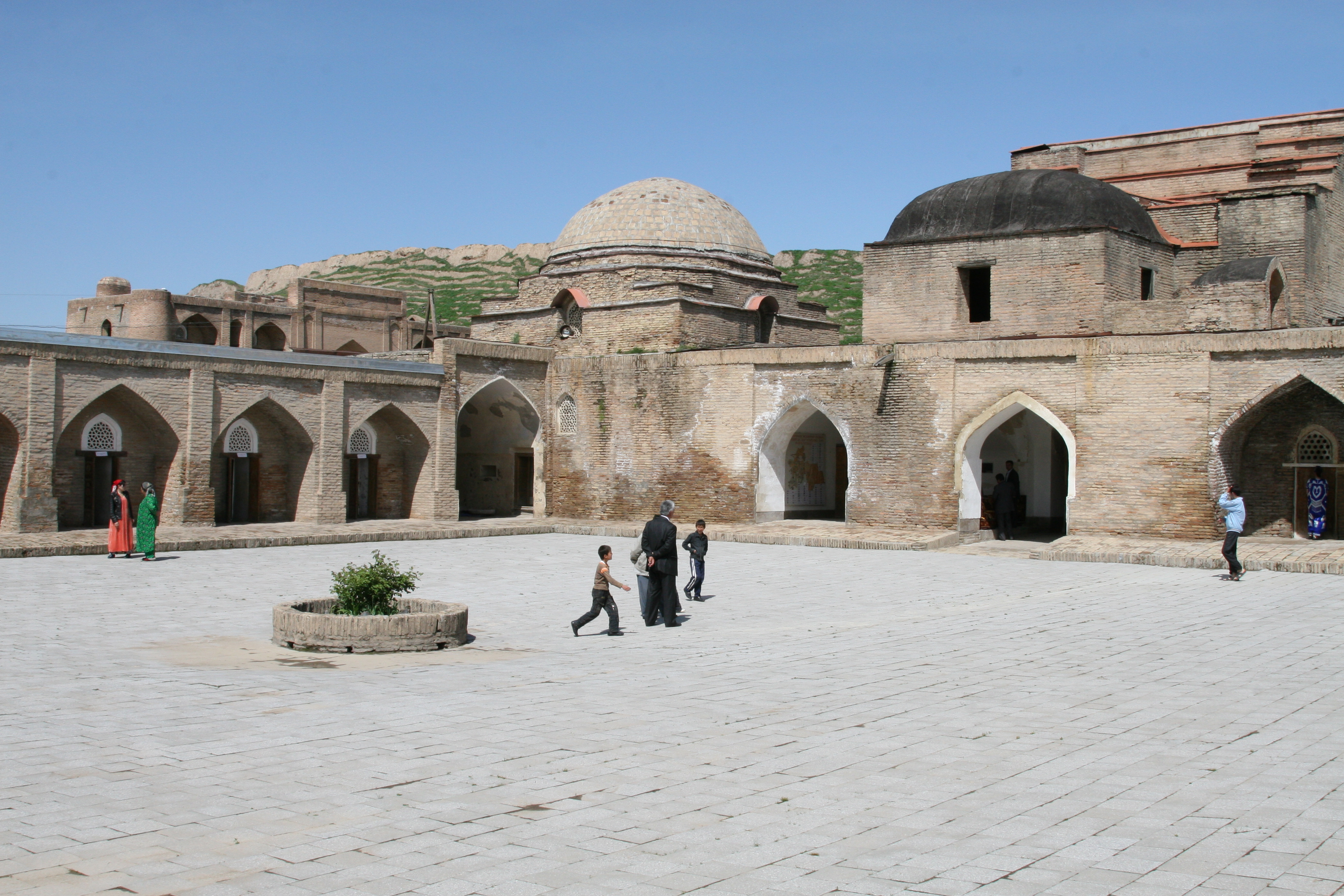